# Rosalia oberthuri
Rosalia oberthuri là một loài bọ cánh cứng trong họ Cerambycidae.